# Географія Сінгапуру
Сінгапур — острівна південносхідноазійська країна, що знаходиться на південно-східному краї континенту, поблизу південного краю півострова Малакка . Загальна площа країни 697 км² (192-ге місце у світі), з яких на суходіл припадає 687 км², а на поверхню внутрішніх вод — 10 км². Площа країни трохи менша за площу території міста Києва. 

## Назва
Офіційна назва — Республіка Сінгапур, Сінгапур (англ. Republic Singapore, Singapore; малай. Singapura; малай. Temasek). Назва країни походить від назви однойменного острова. Назва острову виводиться від малайського топоніму Сінгапура, відомого з XII століття, що походить від санскритського сінха-пурам (санскр. सिंगापोर), де «сінха» — лев, а «пурам» — місто, тобто Місто Лева. За легендою, засновники міста зустріли в цих містах лева (можливо тигра). Сінгапур англізована форма малайської назви, яка використовується дотепер разом із варіантами китайською і тамільською мовами. Раніше острів був знаний як Темасек (Temasek), що перекладається як морське місто, малайсько-яванський корень «тасік» означає озеро.

## Географічне положення
Сінгапур — південносхідноазійська острівна країна, що не має сухопутного державного кордону. Сінгапур на заході омивається водами Малаккської, на півдні Сінгапурської проток Тихого океану; на півночі протокою Джохор відокремлюється від півострова Малакка. Загальна довжина морського узбережжя 193 км.
Згідно з Конвенцією Організації Об'єднаних Націй з морського права (UNCLOS) 1982 року, протяжність територіальних вод країни встановлено в 3 морські милі. Виключна рибальська зона встановлена всередині і за межами територіального моря згідно міжнародних договорів.

### Час
Час у Сінгапурі: UTC+8 (+6 годин різниці часу з Києвом).

## Геологія
Сінгапур є результатом вулканічної діяльності, чому підтвердженням є залишки вулканічних порід, з яких складаються Букіт-Тімах та острова Вудлендс і Пулау-Убін. Основну частину цих вивержених порід складає граніт. Габро також знайдено в Сінгапурі і простягається значними пластами в районі під назвою Маленький Гуйлінь (Little Guilin), що в Букіт-Гомбаку. Осадові породи складають західну частину острова й головним чином представлені пісковиками і аргілітами, незначна частина яких ще знаходиться й в південно-західному районі острова. Метаморфічні породи знаходяться в північно-східній частині Сінгапуру, а також на Пулау-Теконгу, що поблизу східного узбережжя острова, всі вони представлені кварцитами.

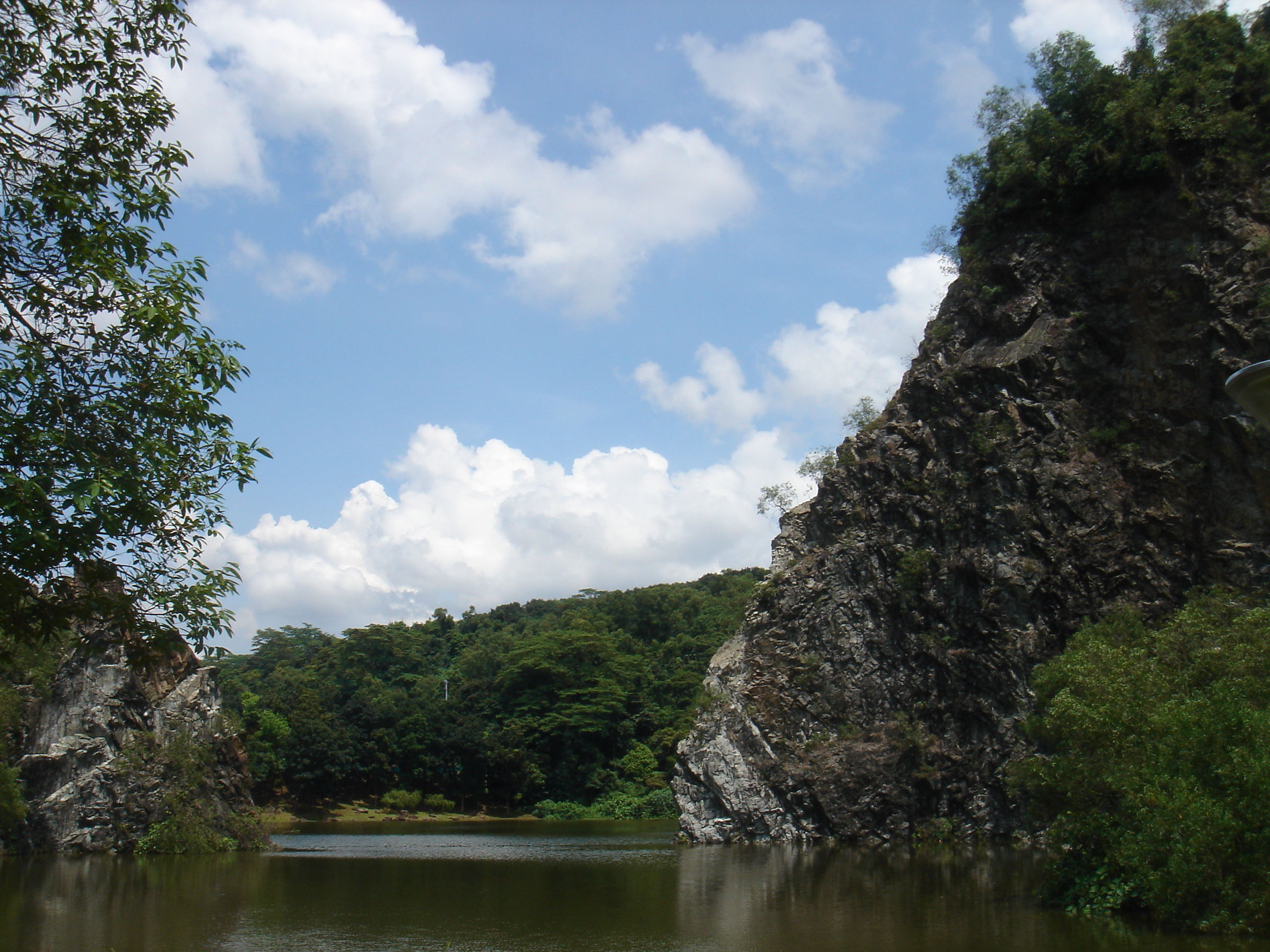
Вихід габро в Маленькому Гуйліні

### Корисні копалини
Надра Сінгапуру не багаті на корисні копалини, розвідані запаси і поклади відсутні.

### Сейсмічність
Сінгапур є відносно безпечним місцем в сейсмічно активному регіоні, попри те, що найближча лінія розлому земної кори знаходиться в кількох сотнях кілометрів — в Індонезії. Але більшість будівель піддаються тільки ледь чутним коливанням, які, в цілому, не завдають шкоди Сінгапуру та його громаді. Все це різко контрастує з багатьма негативними прикладами, зафіксованими в сейсмічно активних сусідів обабіч острова. Пояснюється це вдалим розташуванням острова, оскільки він в тектонічному плані з півночі прикривається материковим щитом, а з півдня він під захистом острова Суматра, який ще й несе на собі основний тягар різних цунамі та землетрусів в цій частині Азії.

## Рельєф
Більшість території Сінгапуру не перевищує 15 м над рівнем моря. Найнижча точка — рівень вод Сінгапурської протоки (0 м); найвища точка — гора Букіт-Тімах (166 м), сформований виверженими породами та гранітом. Пагорби і долини з осадових порід також переважають північному заході острова, тоді як східна частина складається з піщаних і намивних порід.

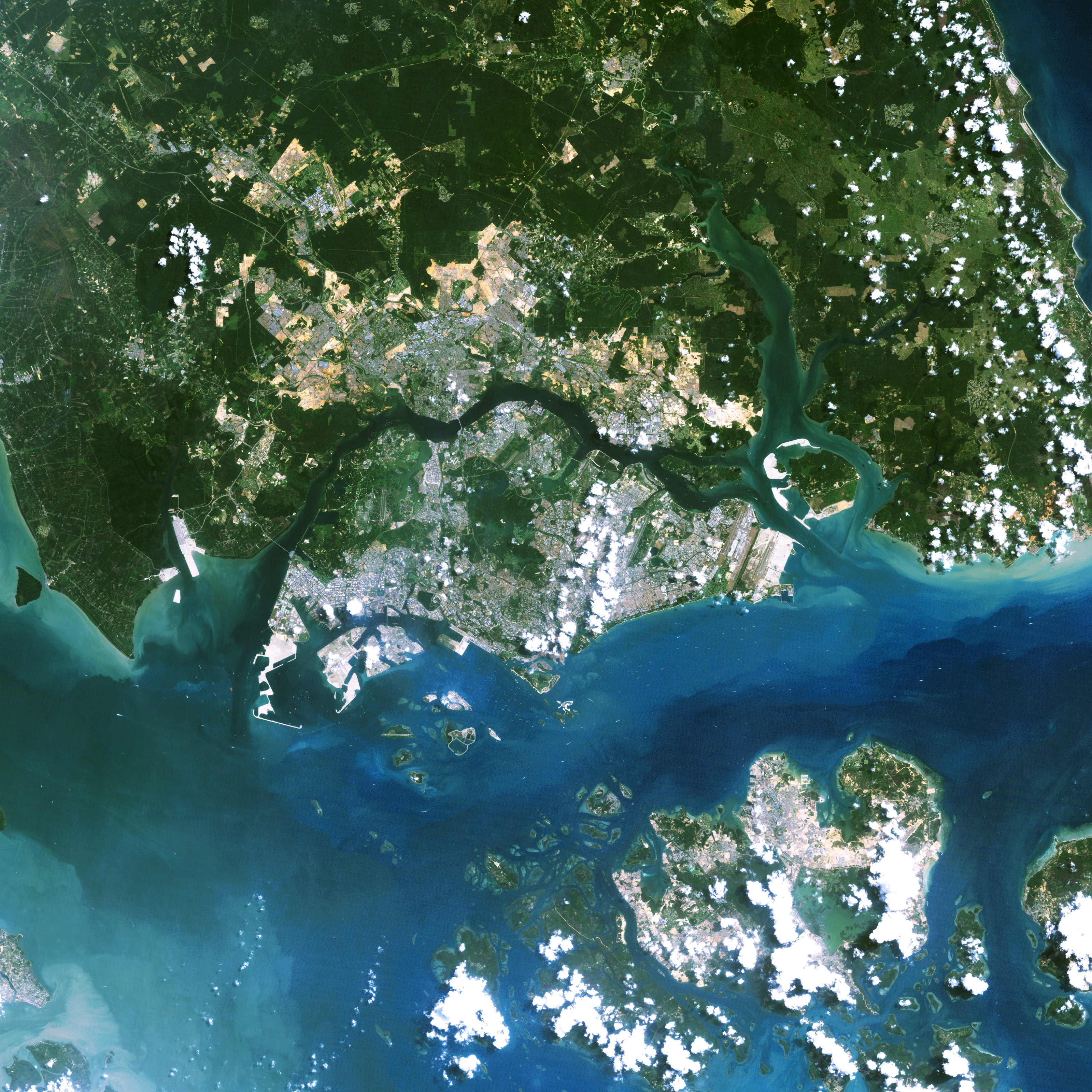
Супутниковий знімок поверхні країни
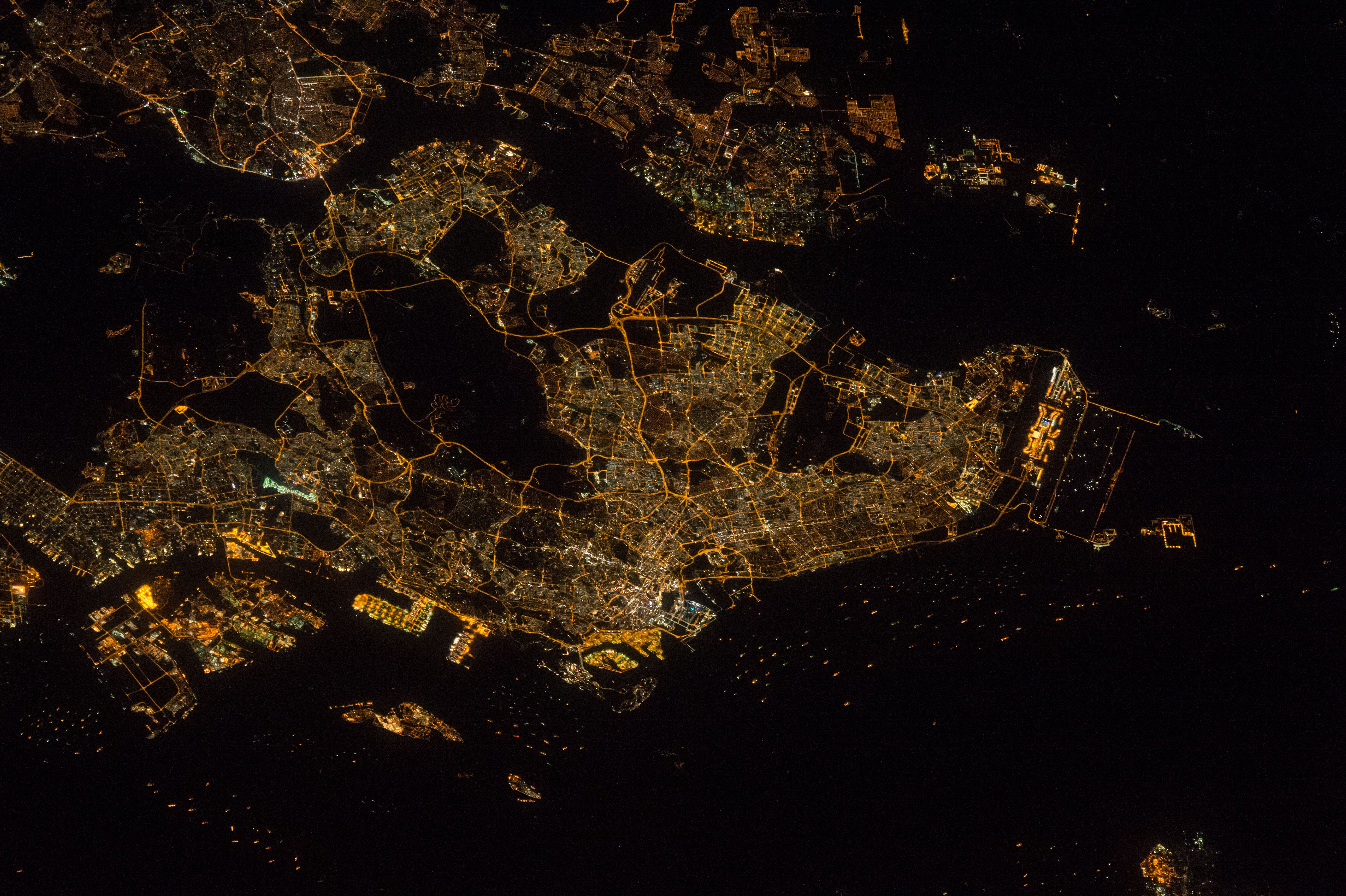
Сінгапур вночі з космосу
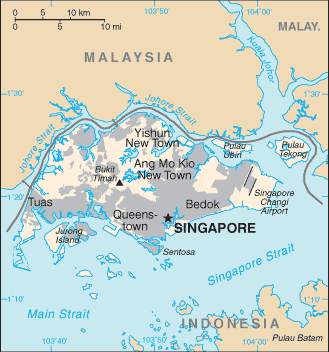
Карта країни (англ.)
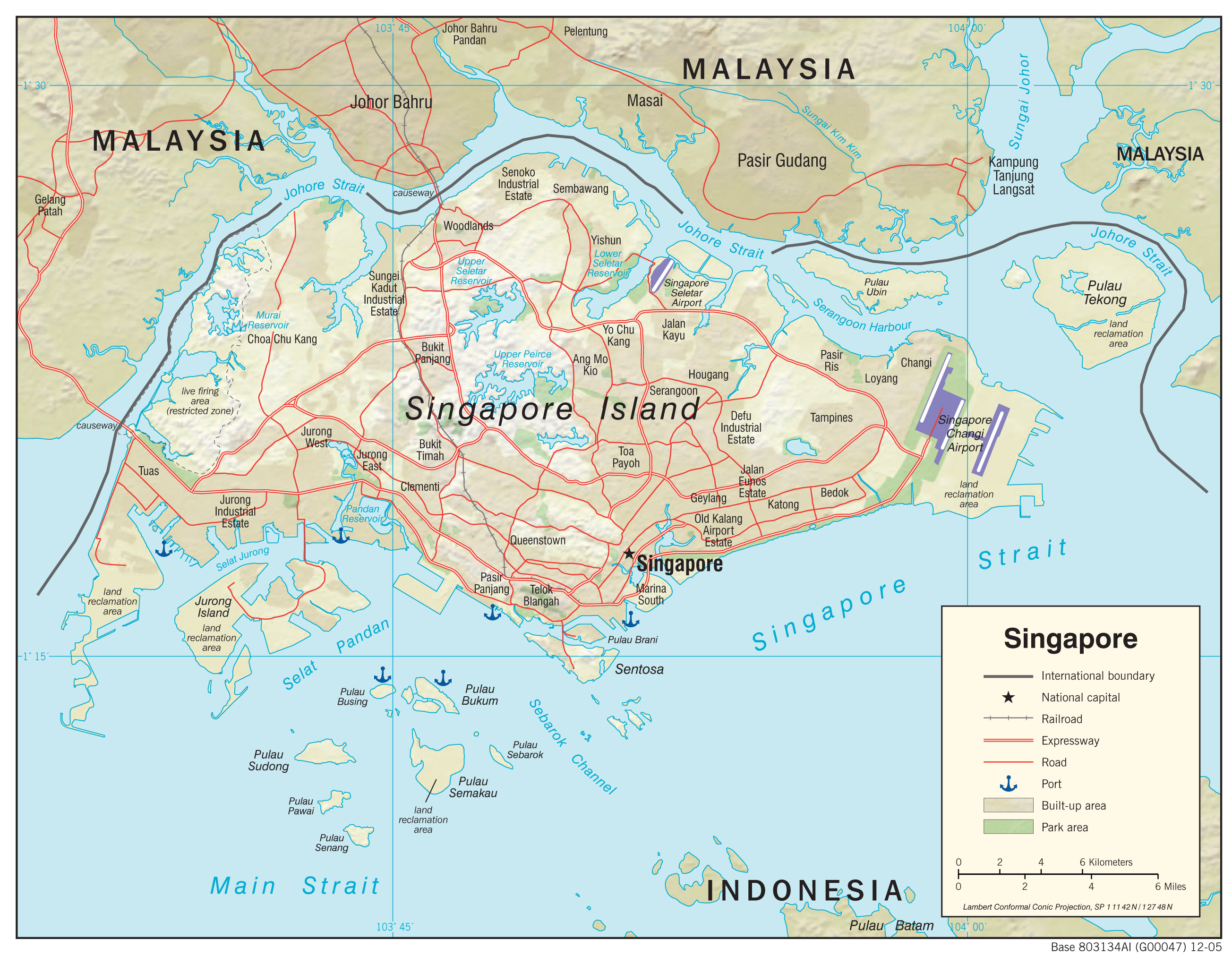
Карта країни (англ.)

Особливістю території країни є її «приростання», спричинене технічними здобутками його мешканців, що використовують землю його пагорбів і землю з суміжних країн та породу з морського дна й штучно прирощують територію острова. У результаті, Сінгапур зріс із 581,5 км ² 1960 року до 712,4 км ² 2010, і може вирости ще на 100 км ² до 2033 року.

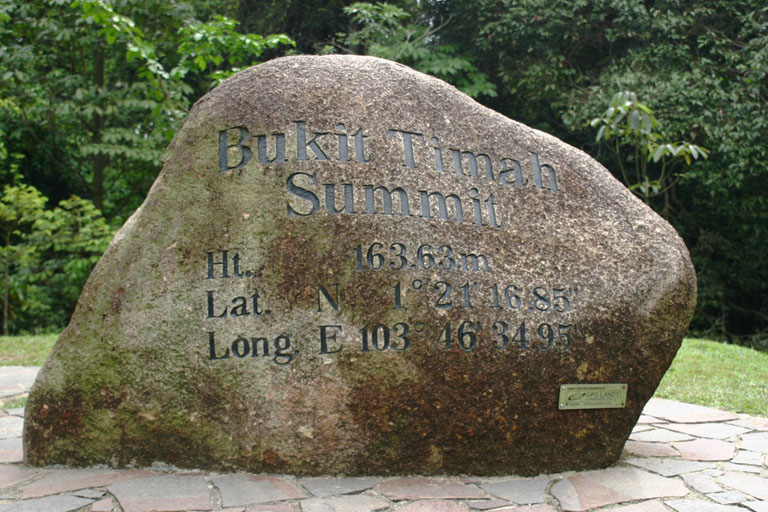
Пам'ятний знак на найвищому місці країни
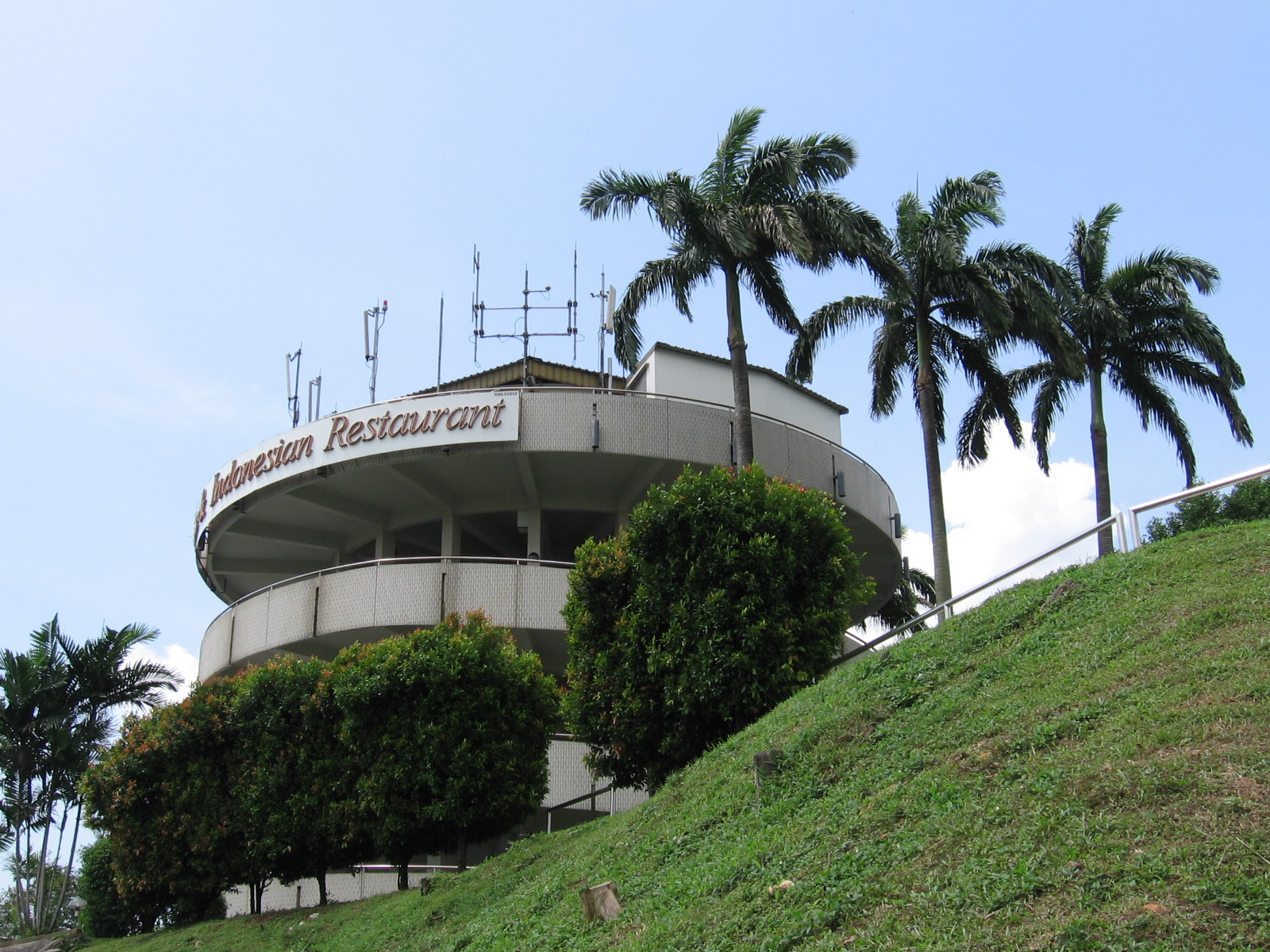
Джуронґ-Гілл

Найбільші пагорби Сінгапуру:
| - Енн-Сіанг-Хілл (Ann Siang Hill) - Бішар-Хілл (Bishan Hill) - Букіт-Чанду (Bukit Chandu) - Букіт-Мера (Bukit Merah) - Букіт-Панджанґ (Bukit Panjang) - Букіт-Тімах (Bukit Timah) | - Дакстон Хілл (Duxton Hill) - Емеральд-Хілл (Сінгапур) (Emerald Hill) - Форт Каннінґ (Fort Canning) - Джуронґ Хілл (Jurong Hill) - Гора Фаберм (Сінгапур) (Mount Faber) - Гора Вернон (Сінгапур) (Mount Vernone) |

### Узбережжя

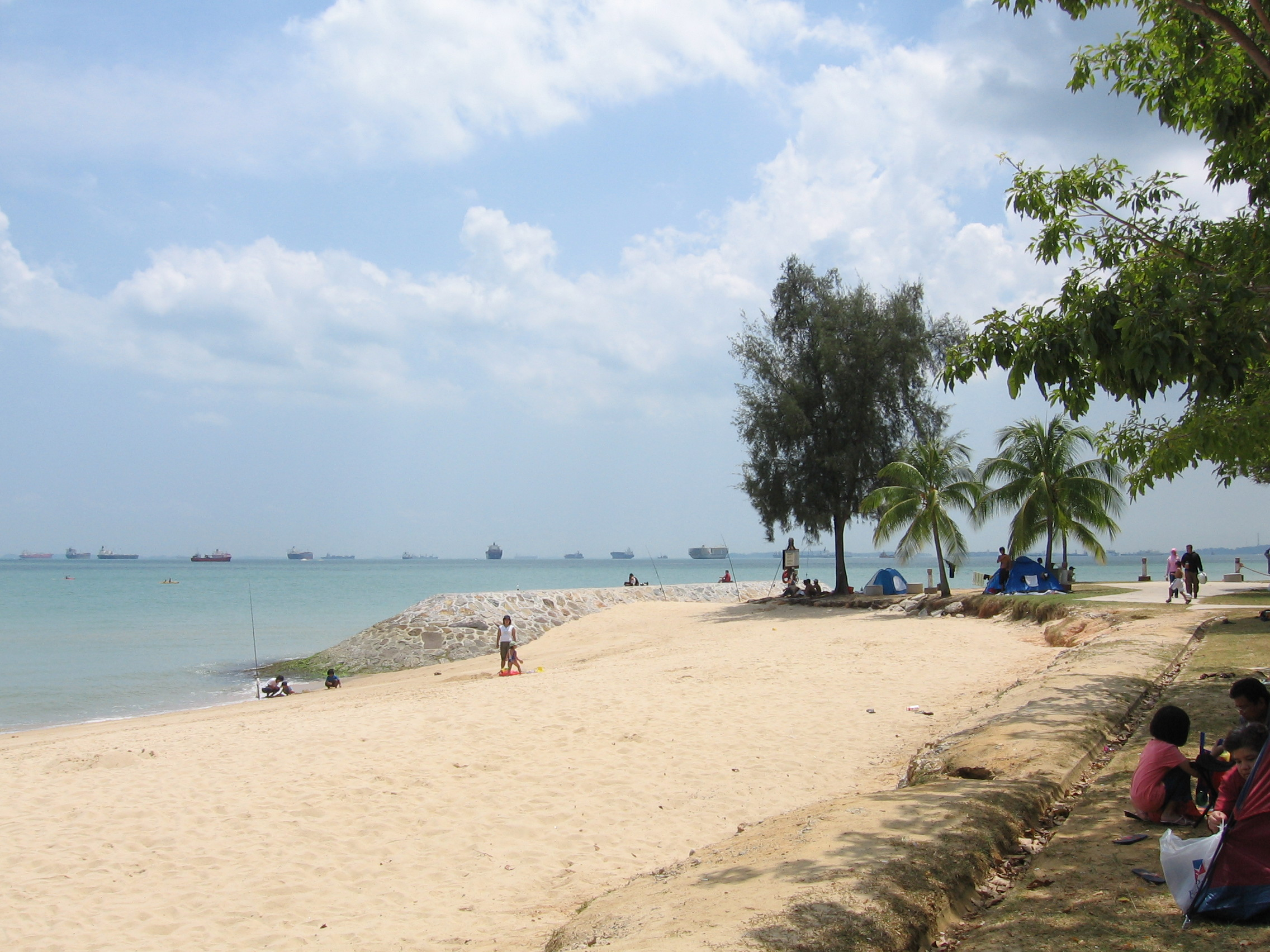
Сінгапурська протока

Оскільки Сінгапур є острівною державою, то звідси й витікає його морський статус, а зважаючи на історичні та територіальні особливості він став ключовою місциною Азії. Сінгапур омивається водами Південнокитайського моря, являючись крайньою його межею. Безпосередньо з самої Малаккської протоки виходить Сінгапурська протока, яка й омиває Сінгапур з південної та західної сторін. А з північної та східної сторін він відмежований від континенту численними протоками, найбільша з яких протока Джохор.
Найбільші затоки: Круїз-Бей (Cruise Bay), Марина-Бей. Найбільші природні гавані:Кеппель-Гарбор (Keppel Harbour), Шерангун-Гарбор (Serangoon Harbour). Найбільші природні лагуни: Східна Лагуна, Лагуна Східного узбержжя (East Coast Lagoon), Дофін-Лагуна (Dolphin Lagoon).
Локальні протоки, розмежовують численні острови навколо головного острова, у своїй назві вони мають місцеву родову назву «селат»:
| - Селат-Айер-Мербау (Selat Ayer Merbau) - Селат-Банья (Selat Banyan) - Селат-Беркас (Selat Berkas) - Селат-Біола (Selat Biola) - Селат-Баком (Selat Bukom) - Селат-Пандан (Selat Pandan) - Селат-Пау (Selat Pauh) - Селат-Павай(Selat Pawai) - Селат-Песек (Selat Pesek) - Селат-Пулау Дамар (Selat Pulau Damar) | - Селат-Джохор (Selat Johor) - Селат-Джуронґ (Selat Jurong) - Селат-Сакра (Selat Sakra) - Селат-Салу (Selat Salu) - Селат-Самулум (Selat Samulun) - Селат-Сенгкір (Selat Sengkir) - Селат-Сінкі (Selat Sinki) - Селат-Судонґ (Selat Sudong) - Селат-Танджонґ Хакім (Selat Tanjong Hakim) |

### Острови
Острів Сінгапур має ромбоподібну форму, поряд з яким численні дрібні острови. Окремо виділяється дальня його околиця — острова Педра-Бранка. Загалом навколо Сінгапуру розкидані ще десятки дрібних островів, найбільші з яких: Джуронг, Пулау-Теконг, Пулау-Убін і Сентоса.
Найбільші острови:

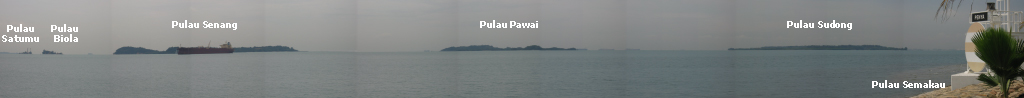
Панорама на східні острови Сінгапуру

| - Пулау-Баджау (Pulau Bajau) - острів Біола (Biola) - Пулау-Брані (Pulau Brani) - Пулау-Баком (Pulau Bukom) - Пулау-Бусінґ (Pulau Busing) - Пулау-Ганту (Pulau Hantu) - Пулау-Джонґ (Pulau Jong) - Острів Джуронґ (Jurong Island) - Острів Кусу (Kusu Island) - Пулау-Палаван (Pulau Palawan) - Пулау-Паваі (Pulau Pawai) - Пулау-Сатуму (Pulau Satumu) - Пулау-Текукор (Pulau Tekukor) - Маяк Раффлз (Raffles Lighthouse) | - Острів Сент-Джонс (Saint John's Island) - Пулау-Сеягат (Pulau Sejahat) - Пулау-Секуду (Pulau Sekudu) - Пулау-Семакау (Pulau Semakau) - Пулау-Сенанґ (Pulau Senang) - Пулау-Серангун (Pulau Serangoon) - Південні острови - Пулау-Судонґ (Pulau Sudong) - Пулау-Теконґ (Pulau Tekong) - Пулау-Теконґ-Кечіл (Pulau Tekong Kechil) - Пулау-Убін (Pulau Ubin) - Пулау-Уджонґ (Pulau Ujong) - Острів Педра-Бранка (Pedra Branca) - Пулау-Анак-Буком (Pulau Anak Bukom) |

Острови Сінгапуру
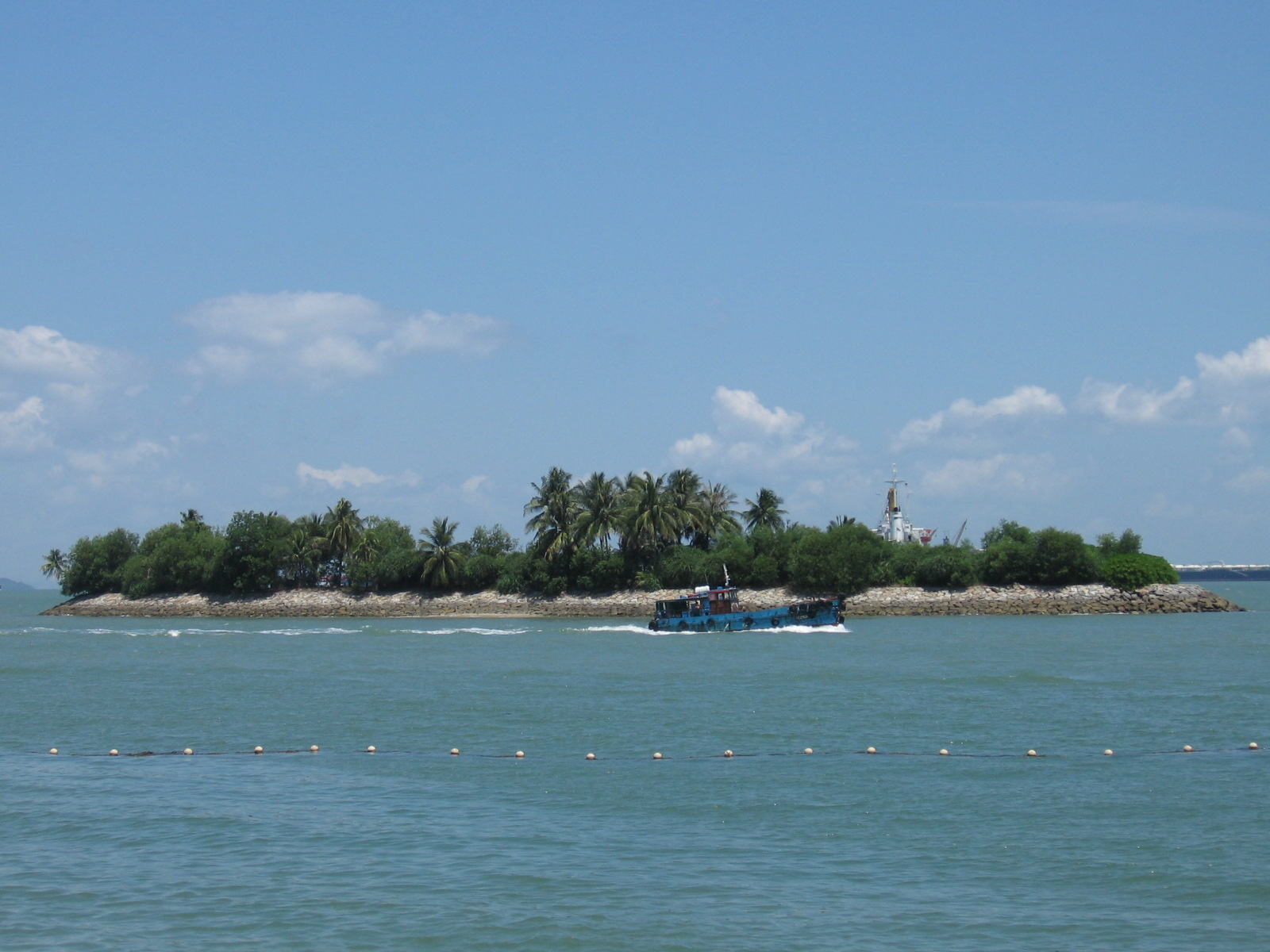
Пулау-Палаван
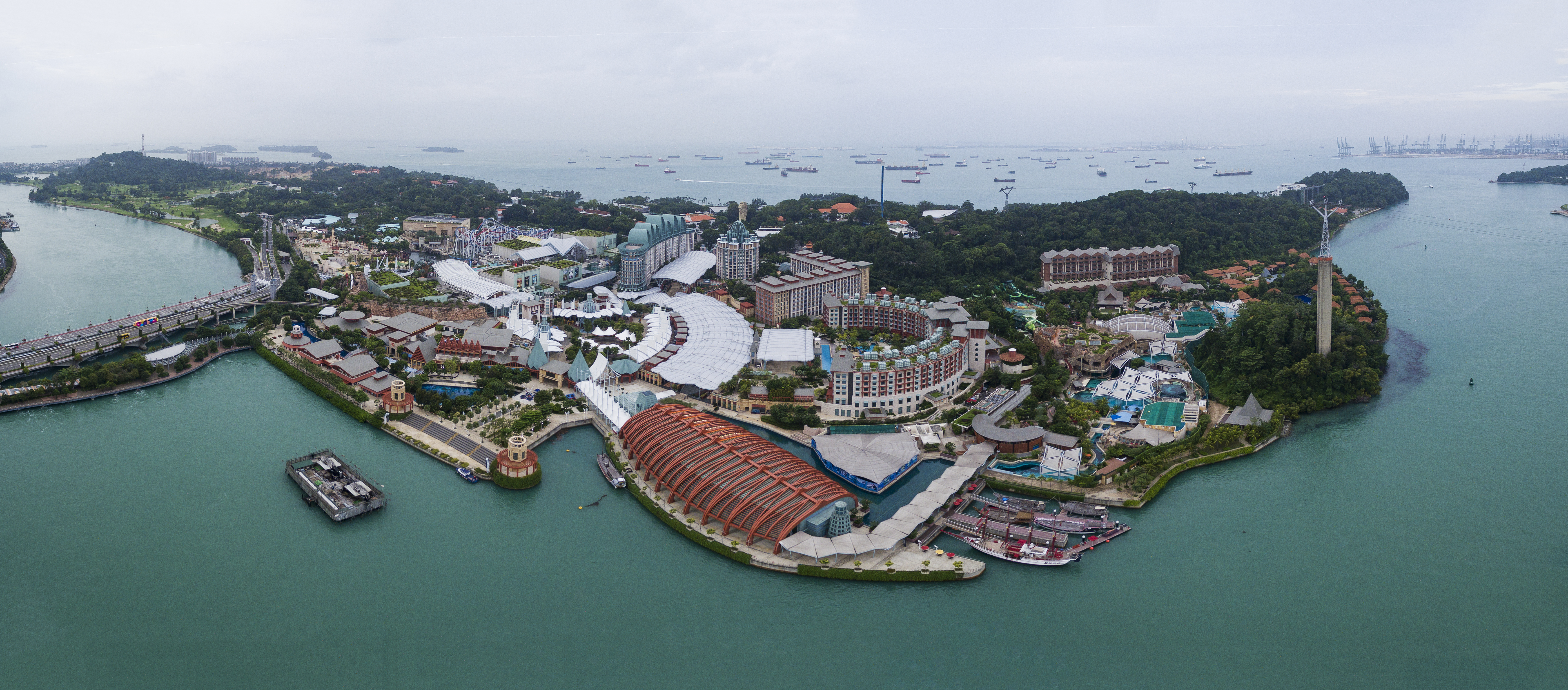
Сентоса
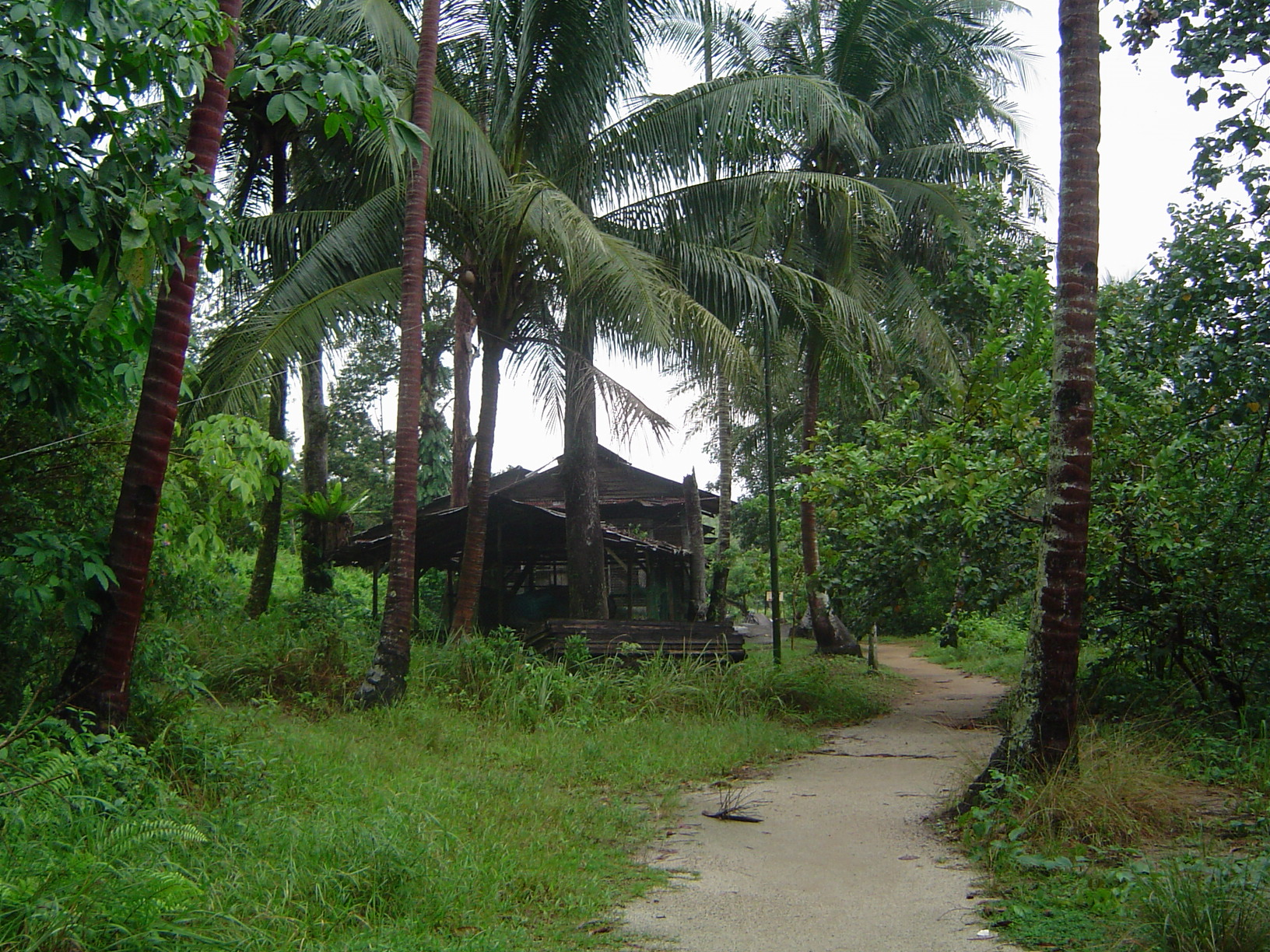
Пулау-Убін

## Клімат
Територія Сінгапуру лежить у екваторіальному кліматичному поясі. Цілий рік панують екваторіальні повітряні маси. Цілий рік спекотно, сезонні коливання температури незначні, значно менші за добові. превалюють слабкі вітри, цілий рік надмірне зволоження, майже щодня по обіді йдуть дощі, часто зливи з грозами.

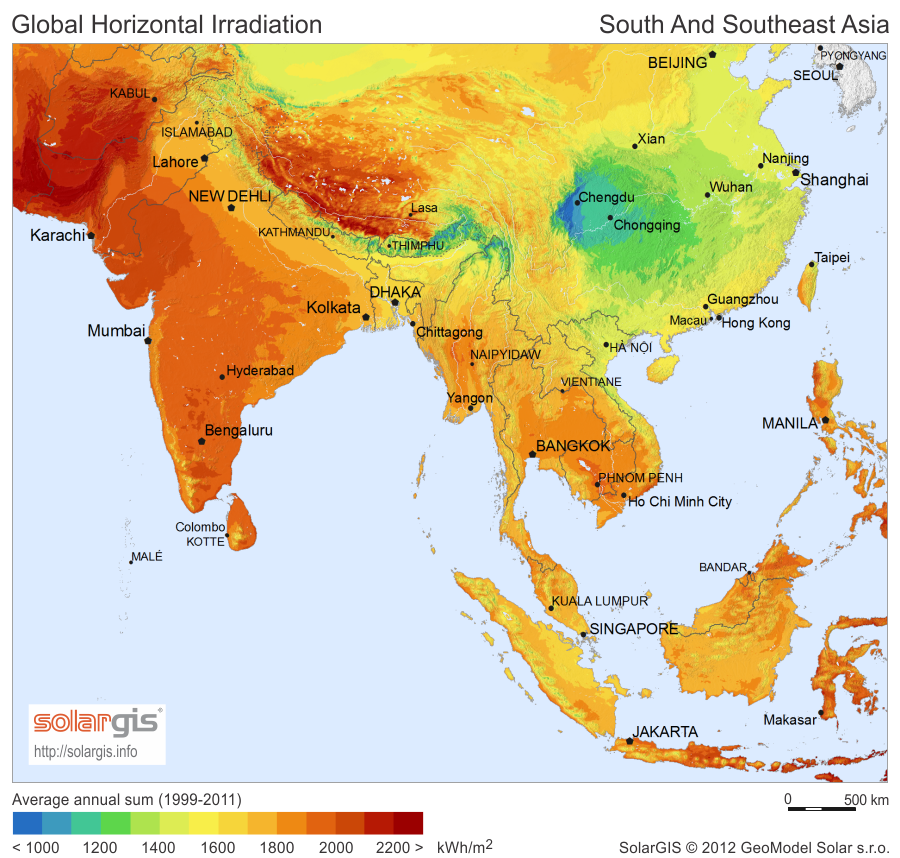
Сонячна радіація (англ.)
Кліматична карта Сінгапуру (за Кеппеном)Кліматична карта Сінгапуру (за Кеппеном)
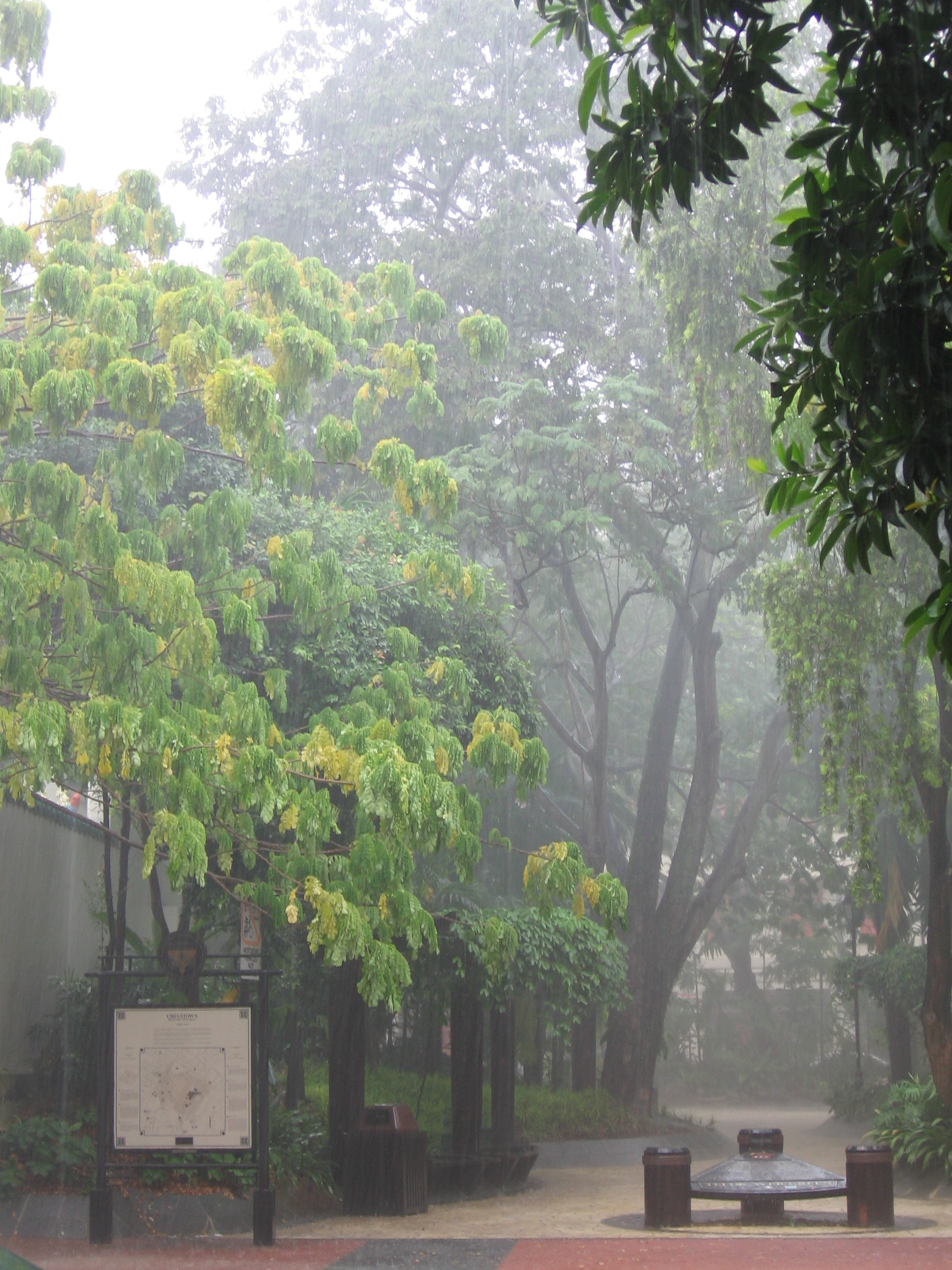
Пообідній дощ

Сінгапур розташований на 1 градус на північ від екватора. Завдяки своєму географічному положенню і впливу морів, тут характерна рівномірність температури і тиску, спостерігається висока вологість і рясні опади. Середньорічна кількість опадів становить близько 2370 мм на рік. Тоді як найбільші добові показники опадів були зафіксовані на позначці в 512 мм в 1978 році, 467 мм в 1969 році і 366 мм 19 грудня 2006 року. Температурні коливання протягом доби дуже незначні — мінімум 23 °C і максимум 31 °C. Червень найспекотніший місяць в році, не набагато йому поступаються й травневі дні, що пов'язано з слабким вітром і сильним сонячним впливом. Найвища була температура 36,0 °C зафіксована 26 березня 1998 року, а найнижча температура була +19,4 °C у 1934 році.
Відносна вологість має добовий діапазон: високі показники з раннього ранку до середини дня — 60 %, але вже потім вона опускається нижче 50 %. У травні 2009 року середня відносна вологість становила 83 %, це було ще більше, а ніж дані в 79,1 % у травні 2008 року. Взагалі то, при тривалому сильному дощі, відносна вологість повітря нерідко досягає 100 %. Як правило, набагато більше опадів спостерігається у західній частині острова, а завдяки ефекту дощової тіні на східній частині Сінгапуру вона, незначно, але менша і тому тут є набагато сухіше і трохи гарячіше, а ніж на заході Сінгапуру. Тому, попри невеликі свої розміри, в Сінгапурі може бути сонце з одного боку, у той час як з іншого йтиме дощ.
Іншою особливістю Сінгапуру є сезони мусонів, які відбуваються двічі щороку. Перший — Північно-Східний мусон, який триває у період з грудня і до початку березня. Другий — Південно-Східний мусон, який триває в період з червня по вересень. В проміжку між цими сезонами мусонів в Сінгапурі спостерігається суттєве зменшення дощових і вітряних днів. Під час Північно-Східного мусону переважають північно-східні вітри, які досягають швидкості 20 км/год. Загалом, цей сезон має також дві відмінності: хмарна погода в грудні і січні з частими дощами в другій половині дня, а то й набагато довші дощові періоди з тривалістю від 1 до 3 днів поспіль; потім цей мусон проявляється порівняно сухішою погодою, але їз значними вітровими поривами, починаючи з лютого і до початку березня, в цей час пориви вітру сягають від 30 до 40 км/год. А от Південно-Західний мусон, вважається більш помірним з південно-східними та південно-західними вітрами. Потужні і не тривалі дощі найчастіше випадають в полудень і на початку другої половини дня, також можна спостерігати дощі й вранці, їх ще називають «Суматранським шквалом», адже вони є «хвостом» потужних шквальних циклонів, які накочуються з моря на острів Суматра.
Сінгапур є членом Всесвітньої метеорологічної організації (WMO), в країні ведуться систематичні спостереження за погодою.

## Внутрішні води
Загальні запаси відновлюваних водних ресурсів (ґрунтові і поверхневі прісні води) становлять 0,6 км³. Станом на 2012 рік зрошувані землі в країні були відсутні.

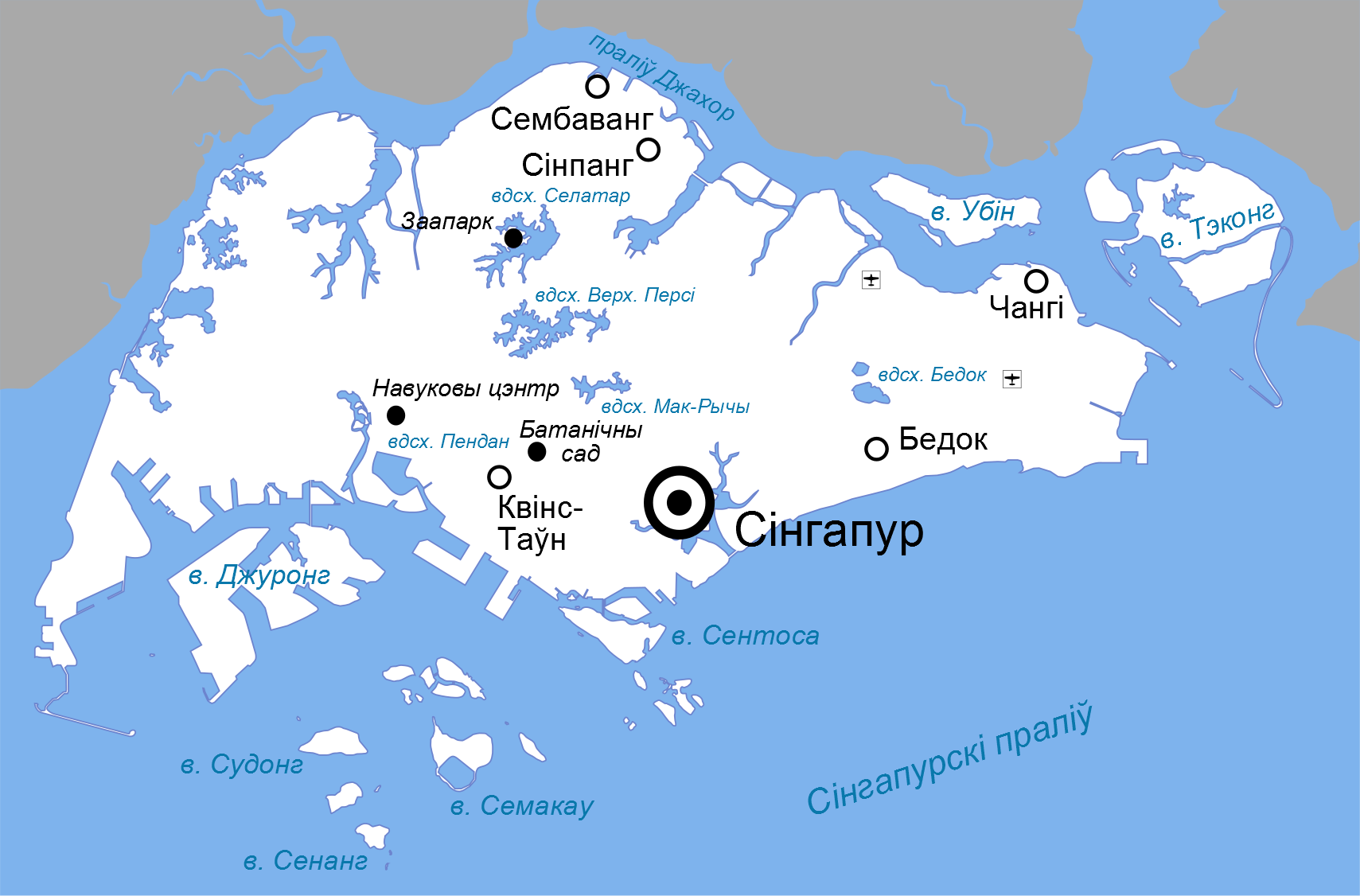
Гідрографічна мережа Сінгапуру (біл.)
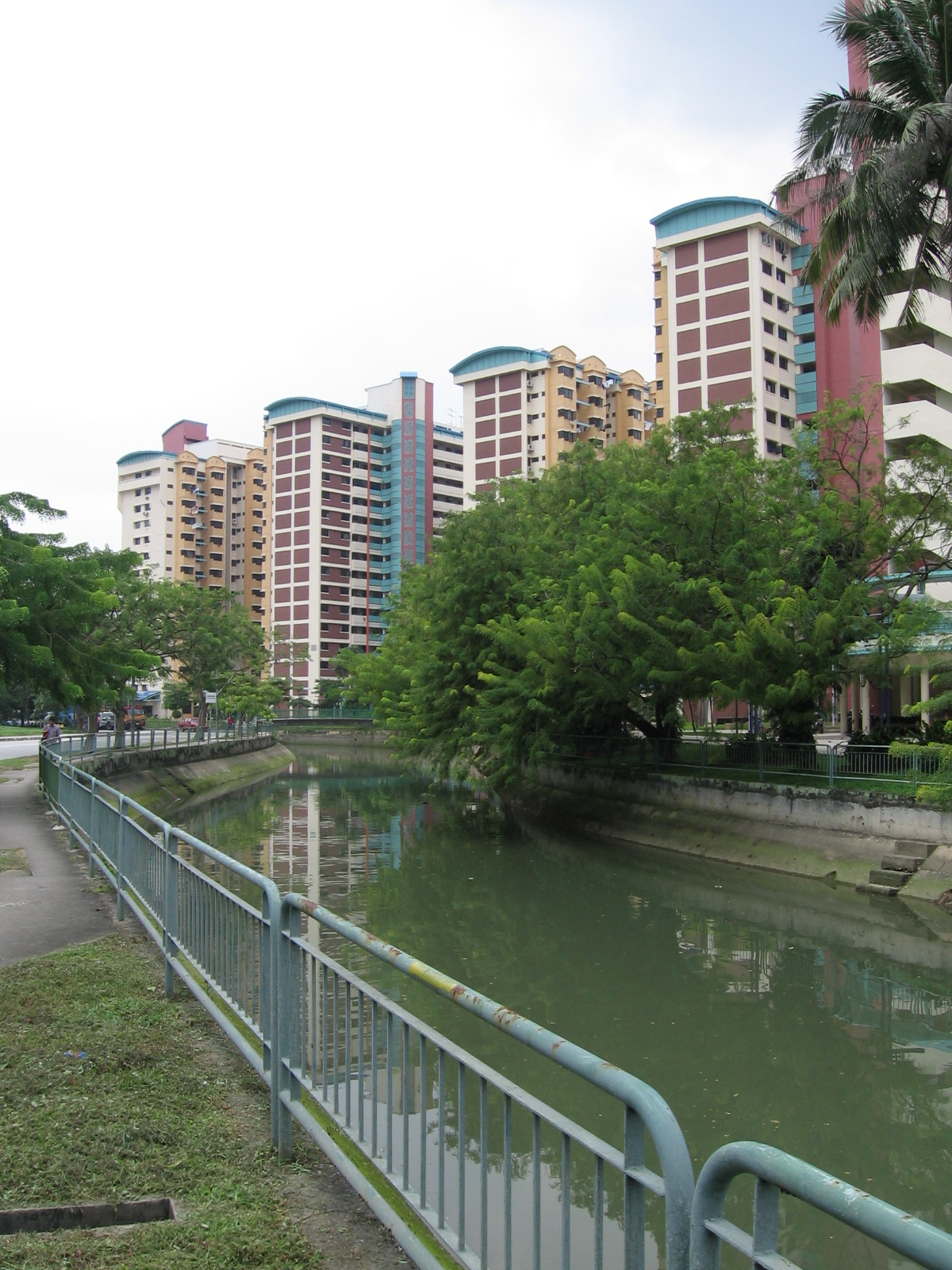
Характерний для Сінгапуру водний потік — Рохор-канал
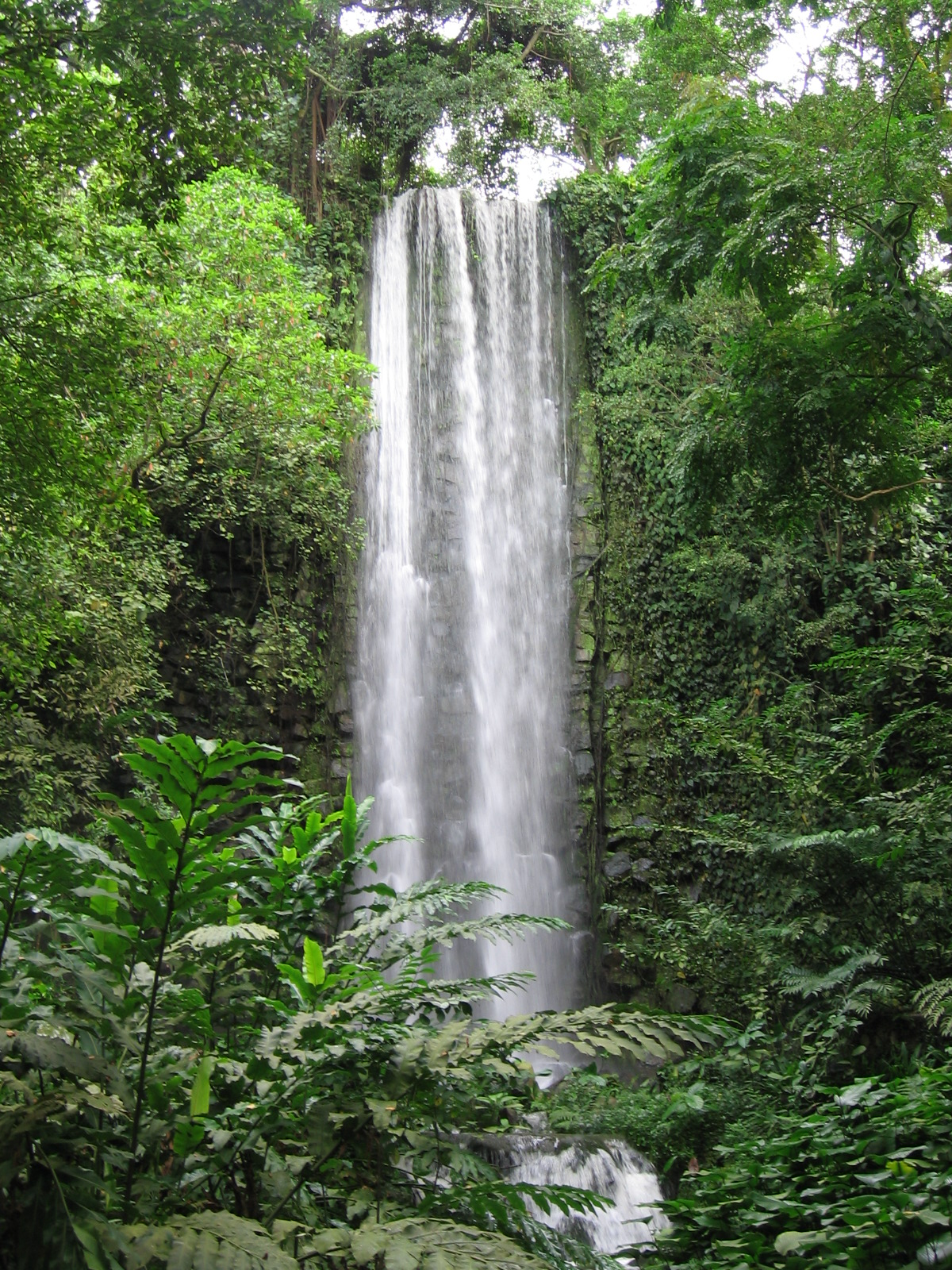
Водоспад Джуронг

### Річки
Річки й струмки країни належать басейну Тихого океану. Окремим явищем міста є його водні потоки, їхня довжина сягає максимум 10 км. Тим не менше, тропічний клімат в країні з проливними дощами призводить до появи широкої мережі постійних потоків, велика частина з яких стала в пригоді для наповнення системи водосховищ. Найвідоміші потоки-річки міста:
| - Канал Александри (Alexandra Canal) - Річка Гейланг (Geylang River) - Пелтон-канал (Pelton Canal) - Канал Рохор (Rochor Canal) - Річка Рохор (Rochor River) - Канал Сіглап (Siglap Canal) - Річка Сінгапур (Singapore River) - Стемфорд-канал (Stamford Canal) - Річка Бедок (Sungei Bedok) - Річка Китай (Sungei China) - Річка Кетапанґ (Sungei Ketapang) | - Річка Ланчар (Sungei Lanchar) - Річка Пандан (Sungei Pandan) - Річка Пінанґ - Хоганґ (Sungei Pinang — Hougang) - Панггол (Sungei Punggol) - Річка Селетар Сімпанг Кірі (Sungei Seletar Simpang Kiri) - Річка Сембаванґ (Sungei Sembawang) - Річка Серангун (Sungei Serangoon) - Річка Сімпанг Кенен (Sungei Simpang Kanan) - Річка Тампінес (Sungei Tampines) - Річка Улу-Пандан (Sungei Ulu Pandan) - Річка Вомпо (Sungei Whompoe) |

### Водосховища
Сінгапур не має природних озер, але на невеличких річках побудовані водосховища для накопичення і зберігання прісної води задля водопостачання Сінгапуру. Головним джерелом поповнення запасів води є опади. Попит на свіжу воду набагато більший за можливості утримання води від опадів (приблизно вдвічі), тому Сінгапуру доводиться імпортувати більшу частину прісної води з Малайзії та Індонезії. Для того щоб зменшити свою залежність від імпорту, в Сінгапурі збудувана мережа водосховищ для накопичення дощової води і рециркуляції води. Крім того, в Сінгапурі збудований опріснювальний завод на західному узбережжі Туас (Tuas). Коли цей завод вийде на номінальну потужність, то очікується задовольнити ним половину потреб міста у воді. На додачу до цього заводу, адміністрація міста започаткувала програму «NeWater» — «зворотність води», тобто повернення її в обіг шляхом фільтрації стічних вод через зворотний осмос, після успішних випробувань, було досягнуто угоди щодо побудови трьох таких заводів по всьому острову, щоб допомогти задовольнити попит у воді в мешканців міста.
Загалом, в місті наявні рукотворні водойми, найбільші це водосховища, які мешканці уже звикли називати своїми озерами:
- Еко-озеро (Eco-Lake)
- Озеро Джуронг (Jurong Lake)
- Лебедине озеро (Swan Lake)
- Озеро Симфонії (Symphony Lake)

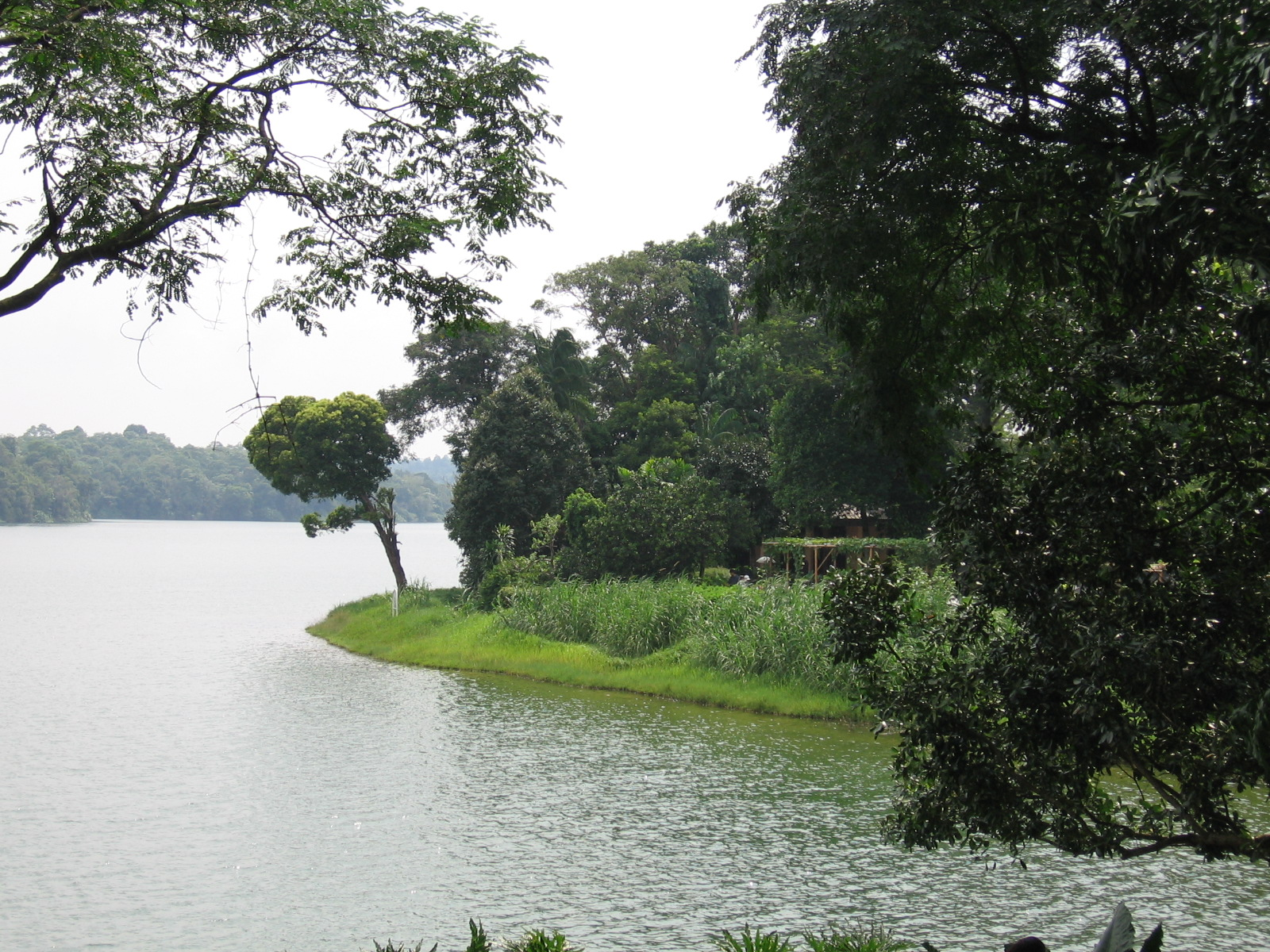
Парк водосховища Верхній Селетар
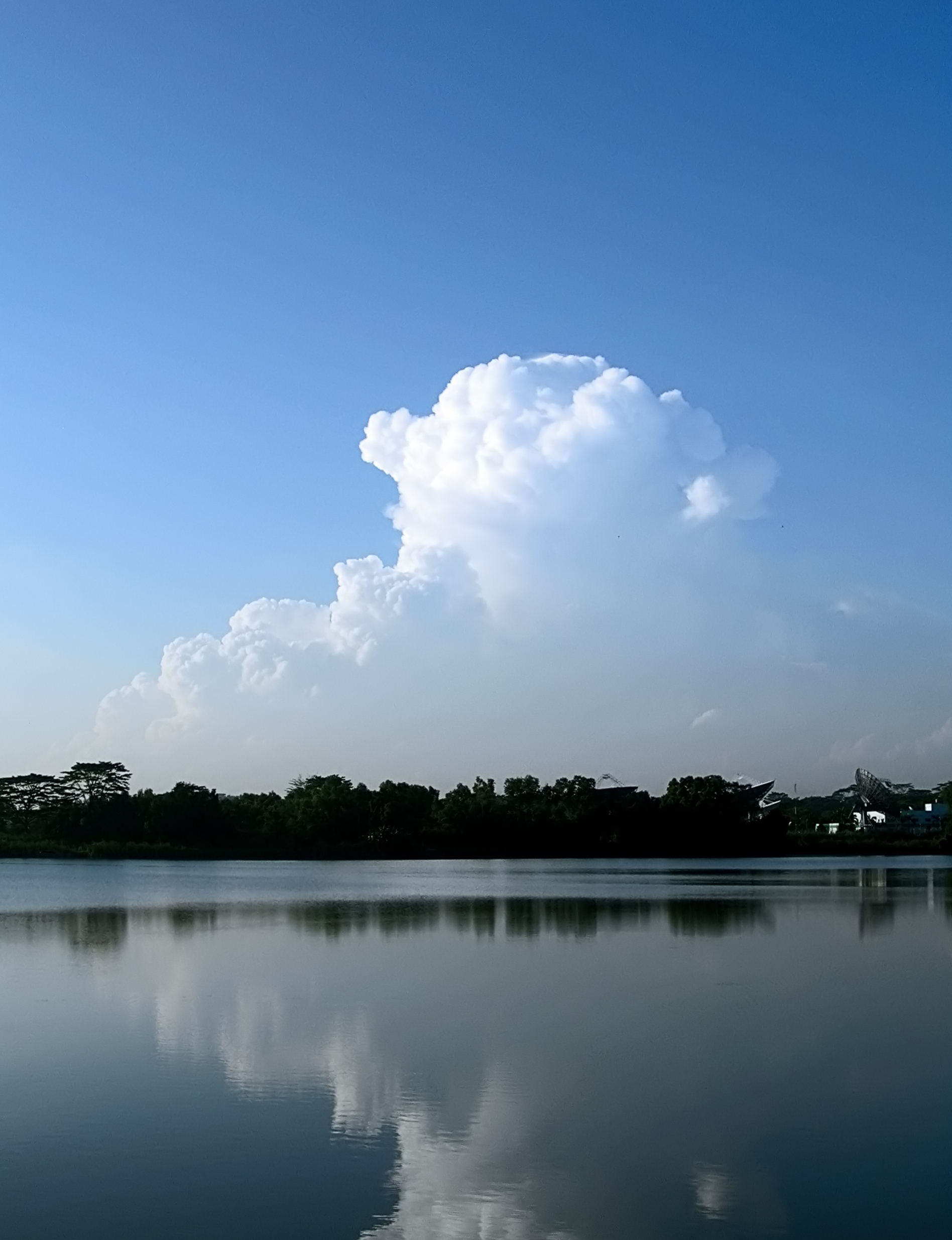
Накопичувальне водосховище — Нижній Селетар

Окрім того в численних парках та відпочинкових зонах наявні різноманітні водойми чи каскади озер, з них найбільші стали резервуарами-накопичувачами дощової води, а деякі перетворені в резервуарні парки, такі як:
- Парк водосховища Бедок (Bedok Reservoir Park).
- Парк водосховища Нижній Селетар (Lower Seletar Reservoir Park).
- Парк водосховища Нижній Пірс[en] (Lower Peirce Reservoir Park).
- Парк водосховища Макрічі (MacRitchie Reservoir Park).
- Парк водосховища Верхній Пірс[en] (Upper Peirce Reservoir Park).
- Парк водосховища Верхній Селетар (Upper Seletar Reservoir Park).

На прибережних островах Сінгапуру також наявні невеликі озера-водойми. На Сінгапурі вдалося зберегти природне болотне середовище, яке згодом було трансформовано в Водно-болотний заповідник Сангей Булог (Sungei Buloh Wetland Reserve). На початку XX століття в Сінгапурі було відкрито термальні джерела Сембаванґ-Хот-Спрінг (Sembawang Hot Spring), які згодом перетворилися в улюблене місце мешканців міста, особливо коли були виявлені лікувальні властивості мінеральних вод отриманих від цих термальних джерел. Гідро-цікавинкою став водоспад Джуронг, який є найвищим постійно діючим рукотворним водоспадом у світі, заввишки 30 м.

## Рослинність

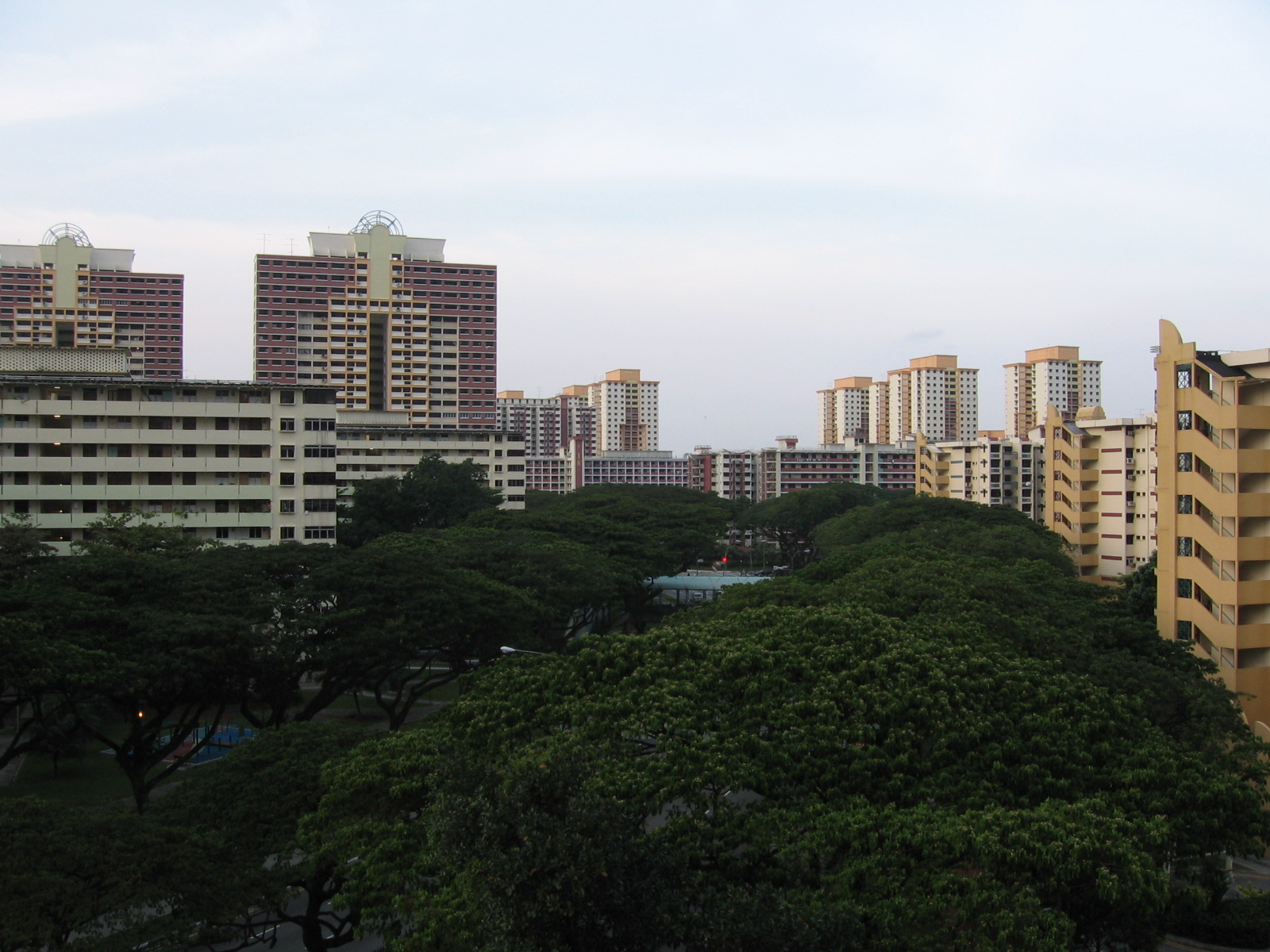
Буйна тропічна рослинність парків

Земельні ресурси Сінгапуру (оцінка 2011 року):
- придатні для сільськогосподарського обробітку землі — 1 %,
  - орні землі — 0,9 %,
  - багаторічні насадження — 0,1 %,
  - землі, що постійно використовуються під пасовища — 0 %;
- землі, зайняті лісами і чагарниками — 3,3 %;
- інше — 95,7 %[1].

## Тваринний світ
Зоогеографічно територія країни належить до Зондської провінції Малайської підобласті Індо-малайської області.

## Охорона природи
Сінгапур є учасником ряду міжнародних угод з охорони навколишнього середовища:
- Конвенції про біологічне різноманіття (CBD),
- Рамкової конвенції ООН про зміну клімату (UNFCCC),
- Кіотського протоколу до Рамкової конвенції,
- Конвенції ООН про боротьбу з опустелюванням (UNCCD),
- Конвенції про міжнародну торгівлю видами дикої фауни і флори, що перебувають під загрозою зникнення (CITES),
- Базельської конвенції протидії транскордонному переміщенню небезпечних відходів,
- Конвенції з міжнародного морського права,
- Монреальського протоколу з охорони озонового шару,
- Міжнародної конвенції запобігання забрудненню з суден (MARPOL)[1].

## Стихійні лиха та екологічні проблеми
На території країни спостерігаються небезпечні природні явища і стихійні лиха: потенційні несприятливі метеорологічні умови.
Серед екологічних проблем варто відзначити:
- забруднення повітря і вод промисловими підприємствами;
- обмежені ресурси природних джерел питної води;
- обмеженість території, що ускладнює утилізацію твердих побутових відходів;
- сезонне задимлення й серпанок від лісових пожеж на індонезійській території острова Калімантан, де відбувається знищення вологих тропічних лісів на потреби плантацій олійної пальми.

## Фізико-географічне районування
У фізико-географічному відношенні територію Сінгапуру можна розділити на _ райони, що відрізняються один від одного рельєфом, кліматом, рослинним покривом: .

### Українською
- Атлас світу / голов. ред. І. С. Руденко ; зав. ред. В. В. Радченко ; відп. ред. О. В. Вакуленко. — К. : ДНВП «Картографія», 2005. — 336 с. — ISBN 9666315467.
- Атлас. 7 клас. Географія материків і океанів / Укладачі О. Я. Скуратович, Н. І. Чанцева. — К. : ДНВП «Картографія», 2014.
- Бєлозоров С. Т. Географія материків. — К. : Вища школа, 1971. — 371 с.
- Барановська О. В. Фізична географія материків і океанів : навч. посіб. для студентів ВНЗ : [у 2 ч.]. — Н. : Ніжинський державний університет ім. Миколи Гоголя, 2013. — 306 с. — ISBN 978-617-527-106-3.
- Сінгапур // Гірничий енциклопедичний словник : [у 3-х тт.] / за ред. В. С. Білецького. — Д. : Східний видавничий дім, 2004. — Т. 3. — 752 с. — ISBN 966-7804-78-X.
- Дубович І. А. Країнознавчий словник-довідник. — 5-те вид., перероб. і доп. — К. : Знання, 2008. — 839 с. — ISBN 978-966-346-330-8.
- Панасенко Б. Д. Фізична географія материків : навч. посіб. : в 2 ч. — В. : ЕкоБізнесЦентр, 1999. — 200 с.
- Фізична географія материків та океанів : підруч. для студ. вищ. навч. закл. : у 2 т / за ред. П. Г. Шищенка. — К. : Видавництво Київського нац. ун-т ім. Т. Шевченка, 2009. — Т. 1. : Азія. — 643 с. — ISBN 978-966-439-257-7.
- Юрківський В. М. Регіональна економічна і соціальна географія. Зарубіжні країни: Підручник. — 2-ге. — К. : Либідь, 2001. — 416 с. — ISBN 966-06-0092-5.

### Англійською
- (англ.) Graham Bateman. The Encyclopedia of World Geography. — Andromeda, 2002. — 288 с. — ISBN 1871869587.

### Російською
- (рос.) Авакян А. Б., Салтанкин В. П., Шарапов В. А. Водохранилища. — М. : Мысль, 1987. — 326 с. — (Природа мира)
- (рос.) Алисов Б. П., Берлин И. А., Михель В. М. Курс климатологии [в 3-х тт.] / под. ред. Е. С. Рубинштейна. — Л. : Гидрометиздат, 1954. — Т. 3. Климаты земного шара. — 320 с.
- (рос.) Апродов В. А. Зоны землетрясений. — М. : Мысль, 2010. — 462 с. — (Природа мира) — ISBN 978-5-244-01122-7.
- (рос.) Букштынов А. Д., Грошев Б. И., Крылов Г. В. Леса. — М. : Мысль, 1981. — 316 с. — (Природа мира)
- (рос.) Власова Т. В. Физическая география материков. С прилегающими частями океанов. Евразия, Северная Америка. — 4-е, перераб. — М. : Просвещение, 1986. — 417 с.
- (рос.) Гвоздецкий Н. А. Карст. — М. : Мысль, 1981. — 214 с. — (Природа мира)
- (рос.) Географический энциклопедический словарь: географические названия / под. ред. А. Ф. Трёшникова. — 2-е изд., доп. — М. : Советская энциклопедия, 1989. — 585 с. — ISBN 5-85270-057-6.
- (рос.) Исаченко А. Г., Шляпников А. А. Ландшафты. — М. : Мысль, 1989. — 504 с. — (Природа мира) — ISBN 5-244-00177-9.
- (рос.) Каплин П. А., Леонтьев О. К., Лукьянова С. А., Никифоров Л. Г. Берега. — М. : Мысль, 1991. — 480 с. — (Природа мира) — ISBN 5-244-00449-2.
- (рос.) Словарь современных географических названий / под общей редакцией акад. В. М. Котлякова. — Екатеринбург : У-Фактория, 2006.
- (рос.) Литвин В. М., Лымарев В. И. Острова. — М. : Мысль, 2010. — 288 с. — (Природа мира) — ISBN 978-5-244-01129-6.
- (рос.) Лобова Е. В., Хабаров А. В. Почвы. — М. : Мысль, 1983. — 304 с. — (Природа мира)
- (рос.) Максаковский В. П. Географическая картина мира. Книга I: Общая характеристика мира. — М. : Дрофа, 2008. — 495 с. — ISBN 978-5-358-05275-8.
- (рос.) Максаковский В. П. Географическая картина мира. Книга II: Региональная характеристика мира. — М. : Дрофа, 2009. — 480 с. — ISBN 978-5-358-06280-1.
- (рос.) Сінгапур // Поспелов Е. М. Топонимический словарь. — М. : АСТ, 2005. — 229 с. — ISBN 5-17-016407-6.
- (рос.) Пфеффер П. Азия. — М. : Прогресс, 1982. — 316 с. — (Континенты, на которых мы живем)
- (рос.) География / под ред. проф. А. П. Горкина. — М. : Росмэн-Пресс, 2006. — 624 с. — (Современная иллюстрированная энциклопедия) — ISBN 5-353-02443-5.
- (рос.) Физико-географический атлас мира. — М. : Академия наук СССР и Главное управление геодезии и картографии ГУГК СССР, 1964. — 298 с.
- (рос.) Энциклопедия стран мира / глав. ред. Н. А. Симония. — М. : НПО «Экономика» РАН, отделение общественных наук, 2004. — 1319 с. — ISBN 5-282-02318-0.